# 惡鬼

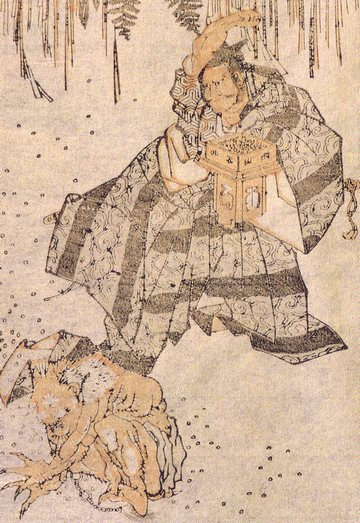
節分的鬼、葛飾北齋《北齋漫画》

悪鬼（あっき）原本是佛教用語，指擾亂人類的鬼類；在日本，用以總稱在人世間散布邪惡的諸鬼。

## 日本
日本自古以來，就認為各種壞事皆是由於惡鬼在人世散布所致，疾病（特別是流行病）亦包含在內。一旦爆發大規模的流行病，人們就會祈禱惡鬼退散。
要讓惡鬼退散有各種方法。「在節分撒豆驅趕惡鬼」的習俗是其中之一，但也有以下其它種方法。
- 將沙丁魚的頭部穿過豆殼，並沾上口水烤過後，放在家中後門的位置。（櫪木縣芳賀郡逆川村（現在的茂木町））[3]
- 二月初八（陰曆上這天開工）當夜製作蕎麥麵，將之盛放在以山白竹製作的八日塔（一種祭壇）上並置於家中（與上個習俗流行於同地域）[3][4]
- 將蔥和豆腐用山白竹葉包覆後放置在雨戸口（窗戶的擋雨板），並用棍子將竹籃放到屋頂上（同）[3]
- 在長竹竿的上頭吊掛竹籃並豎立起來（靜岡縣磐田市）[5]

## 参看
恶灵

## 備註
1. ↑  水木しげる.  3. Softgarage. 2004: 6頁. ISBN 978-4-86133-006-3.
2. ↑  村上健司編著. . Kwai books. 角川書店. 2005: 16頁. ISBN 978-4-04-883926-6.
3. 1 2 3 4  加藤嘉一. . 旅と伝説 (三元社). 1929年9月, 2巻 (9号（通巻21号）): 38–41頁.
4. ↑  . 月刊ぐりーぷらざ. JAあいち中央. 2007-01  [2008-03-31]. （原始内容存档于2007-09-28）.（紀錄於網際網路檔案館）
5. ↑  柳田國男. . 旅と伝説. 1933年4月, 6巻 (4号（通巻64号）): 10頁.